# Casolaba
Casolaba (in greco antico: Κασωλάβα?) era una città dell'antica Grecia ubicata in Caria. 

## Storia
Fece parte della lega delio-attica visto che viene menzionata nel registro delle città tributarie di Atene tra gli anni 454 e 447 a.C. nei quali risulta pagasse un phoros di 2 500 dracme.
Viene citato un araldo della città in un trattato tra Milasa e Cindie del IV secolo a.C. Questo decreto dimostra anche l'abbondante popolazione indigena dell'Anatolia che abitava in città ed è discutibile quanto la città appartenesse al mondo greco.
Si ritiene che dovesse essere ubicata a nord di Alicarnasso ma non si conosce la posizione esatta.